# Rejon zadoński
Rejon zadoński (ros. Задонский район) – jednostka administracyjna w Rosji, w części środkowej obwodu lipieckiego.
Centrum administracyjnym rejonu jest miasto Zadonsk.

## Geografia
Powierzchnia rejonu wynosi 1505,37 km².
Graniczy z rejonami chlewieńskim, jeleckim, lebiediańskim, lipieckim, tierbuńskim w obwodzie lipieckim.
Główne rzeki rejonu: Don, Snowa, Repiec, Chmielinka.

## Demografia
W 2006 roku rejon liczył 35 400 mieszkańców, w tym około 10 000 mieszkało w warunkach miejskich. Ogółem w rejonie jest 122 miejscowości.

## Podział administracyjny
Rejon dzieli się na 18 jednostek administracyjnych, w tym: 1 okręg miejski i 17 jednostek wiejskich.
- Zadońsk - okręg miejski

Jednostki wiejskie:
- bołchowska
- butyrska
- wierchnie-kazaczeńska
- wierchnie-studieniecka
- gniłuszyńska
- dońska
- kałabińska
- kamieńska
- kamyszewska
- kaszarska
- ksizowska
- olszańska
- skorniakowska
- timirazewska
- chmieliniecka
- jurjewska
- rogożyńska

## Miejscowości rejonu
- wieś Dońskie (dawna nazwa Patriarsze)
- wieś Wodopianowo (największa wieś rejonu, około 7000 mieszkańców). Do 1954 roku (rok utworzenia obwodu lipieckiego), była centrum administracyjnym rejonu w obwodzie woroneskim.

## Galeria

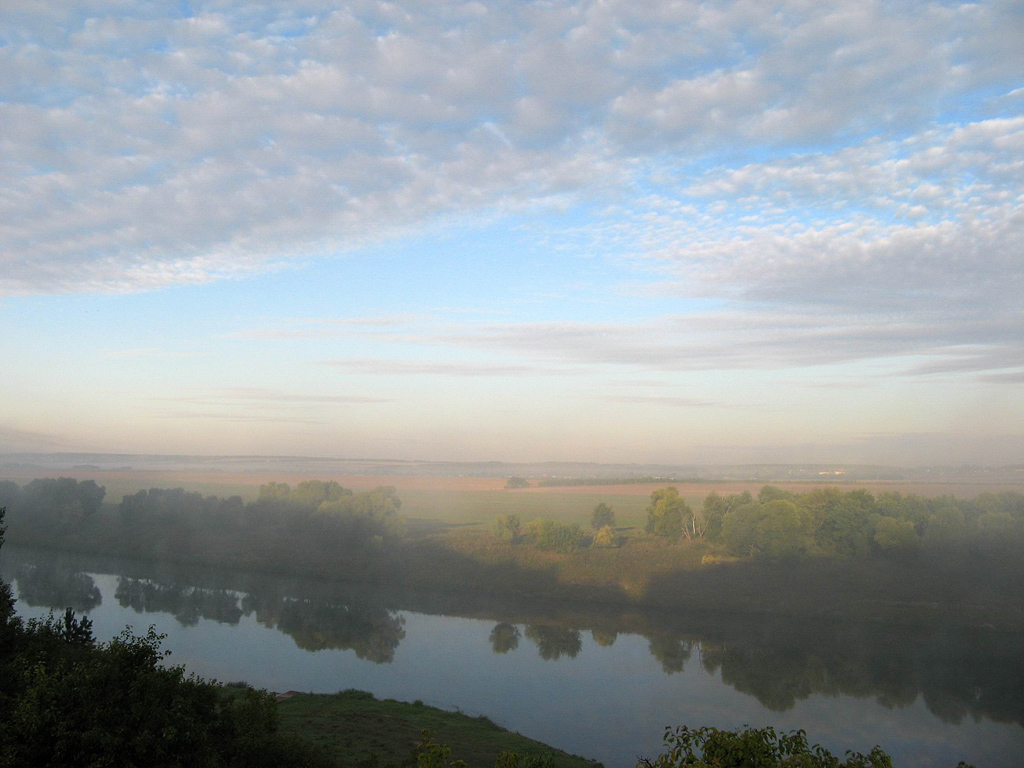
Jesienny świt.
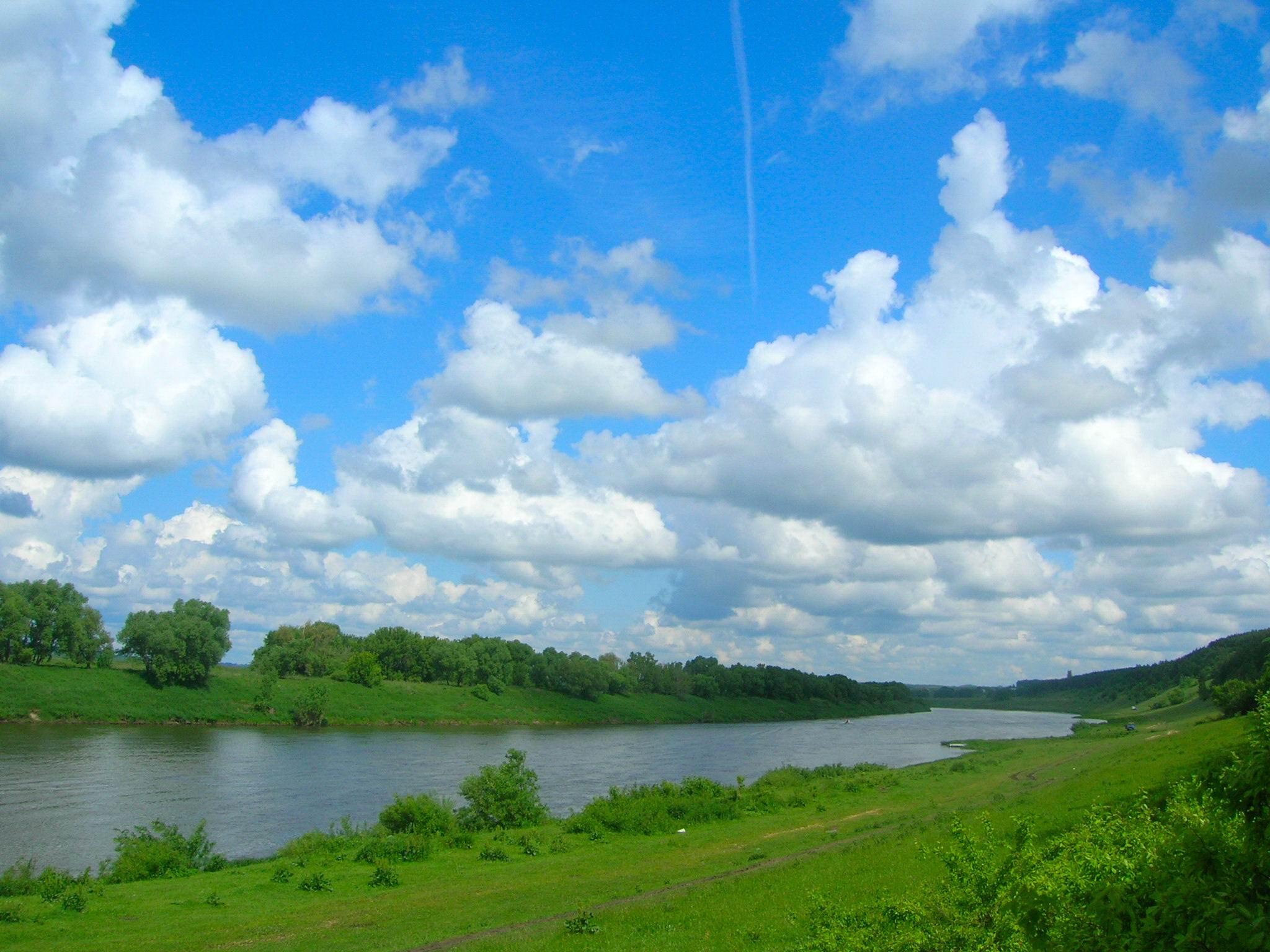
Obłoki nad Donem.